# Município de Paris (condado de Union, Ohio)
O município de Paris (em inglês: Paris Township) é um município localizado no condado de Union no estado estadounidense de Ohio. No ano de 2010 tinha uma população de 23.645 habitantes e uma densidade populacional de 250,64 pessoas por km².

## Geografia
O município de Paris encontra-se localizado nas coordenadas 40° 14′ 54″ N, 83° 22′ 50″ O. Segundo a Departamento do Censo dos Estados Unidos, o município tem uma superfície total de 94.34 km², da qual 92.71 km² correspondem a terra firme e (1.73%) 1.63 km² é água.Em todo o estado, outros municípios de Paris se encontram nos condados de Portage e Stark.

## Demografia
Segundo o censo de 2010, tinha 23.645 habitantes residindo no município de Paris. A densidade populacional era de 250,64 hab./km². Dos 23.645 habitantes, o município de Paris estava composto pelo 90.8% brancos, o 4.34% eram afroamericanos, o 0.27% eram amerindios, o 2.21% eram asiáticos, o 0.06% eram insulares do Pacífico, o 0.54% eram de outras raças e o 1.78% pertenciam a duas ou mais raças. Do total da população o 1.71% eram hispanos ou latinos de qualquer raça.